# João Pedro Pais
João Pedro Pais (Lisbona, 20 settembre 1971) è un cantante portoghese.

## Biografia
Si è distinto nel programma musicale portoghese Chuvas de Estrelas sul canale SIC dove è arrivato secondo grazie alla sua cover del gruppo portoghese Delfins Ao Passar um Navio. Il suo primo album è stato pubblicato nel 1997, si chiamava Segredos. Nel 1999 ha pubblicato Outra Vez, il suo secondo album, che è diventato disco di platino. Nel 2001 ha pubblicato il suo terzo album Falar por Sinais che ha venduto 70.000 copie.
Nel 2003 è stato invitato ad organizzare la prima parte dei concerti portoghesi e spagnoli di Bryan Adams per il Room Service Tour. Si esibisce per la prima volta presso l'Altice Arena di fronte ad ol 18.000 persone.
Nel 2004, anno della sua consacrazione, ha pubblicato il suo quarto album in studio Tudo Bem, che è stato il suo più grande successo e uno degli album più importanti della musica portoghese. L'album è registrato a Vancouver, in Canada, presso il The Warehouse Studio di Bryan Adams; vede la partecipazione di Keith Scott alla chitarra e Mickey Curry alla batteria.
Nel novembre 2017 João Pedro Pais ha festeggiato 20 anni di carriera che ha festeggiato con un nuovo album "20 Anos", un concerto tutto esaurito al CC Olga Cadaval di Sintra, due concerti tutto esaurito alla Casa da Música di Porto e due concerti tutto esaurito i nostri concerti al Coliseu de Lisbon.

## Influenze musicali
In una intervista dichiara che i suoi idoli sono Sting, Bruce Springsteen, Mick Jagger.

## Discografia
- Segredos (1997)
- Outra Vez (1999)
- Falar Por Sinais (2001)
- Tudo Bem (2004)
- Lado A Lado con Mafalda Veiga (2006)
- A Palma e Mão (2008)
- O Coliseu (2010) (Album dal vivo)